# Carl Lang (Meteorologe)
Carl Lang (* 10. Oktober 1849 in Regensburg; † 23. September 1893 in München) war ein deutscher Meteorologe in Bayern.

## Leben
Nach dem Abitur studierte Lang ab 1868 an der Ludwig-Maximilians-Universität (LMU) Mathematik und Physik. 1869 wurde er im Corps Bavaria München recipiert. 1870 wurde er noch vor Abschluss des Studiums wegen des kriegsbedingten Lehrermangels Assistent und 1871 Lehramtsverweser an der Gewerbeschule in Weiden in der Oberpfalz. 1872 setzte er seine Studien am Polytechnikum München fort. 1874 ging er als Assistent an das Physikalische Institut der TH München. 1877 wurde er an der Friedrich-Alexander-Universität Erlangen zum Dr. phil. promoviert. 1878 habilitierte er sich an der TH München für Physik. 1883 gelang die Umhabilitation an die LMU. Als Privatdozent berichtete er in seinen ersten Publikationen über die physikalischen Eigenschaften von Baustoffen und die Wärmeeigenschaften verschiedener Böden.

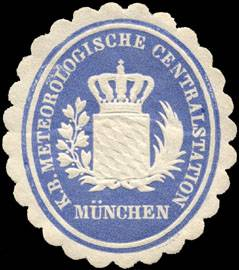
Siegelmarke

Als Wilhelm von Bezold im Oktober 1878 mit der Einrichtung einer Bayerischen Meteorologischen Zentralstation beauftragt wurde, wählte er Lang zu seinem Adjunkten. Beide betrieben den einheitlichen Beobachtungsdienst an den bayerischen meteorologischen Stationen. Die tägliche Wettervorhersage wurde ab 1879 gegeben und ab 1881 durch tägliche Wetterberichte, Wetterkarten und Monatsberichte ergänzt. Mit einer Arbeit über das Klima von München habilitierte sich Lang auch an der LMU. 1885 wurde er Bezolds Nachfolger.

## Bedeutung
Die in München zusammengefasste Bearbeitung der Gewitter- und Hagelmeldungen aus ganz Süddeutschland erbrachte vor allem für die Land- und Forstwirtschaft wichtige Hinweise. Die Gewässerkunde konnte anhand der für ganz Bayern bearbeiteten Niederschlagsberichte wertvolle Schlüsse für die Fragen von Niederschlag und Grundwasser ziehen. Die frühzeitige Zusammenarbeit mit der Praxis der wissenschaftlichen Luftschifffahrt schuf die Grundlagen für die aerologische Tätigkeit der späteren Bayerischen Landeswetterwarte.

## Ehrungen
- Wahl in die Deutsche Akademie der Naturforscher Leopoldina (1888)